# Ranovac
Ranovac es un pueblo ubicado en la municipalidad de Petrovac, en el distrito de Braničevo, Serbia.

## Superficie
Posee una superficie de 67,16 kilómetros cuadrados.

## Demografía
Hasta 2011 la población era de 1559 habitantes, con una densidad de población de 23,21 habitantes por kilómetro cuadrado.